# Чумаківська сільська рада (Томаківський район)
| Чумаківська сільська рада — колишній орган місцевого самоврядування у Томаківському районі Дніпропетровської області з адміністративним центром у с. Чумаки. Сільській раді підпорядковані населені пункти: - с. Чумаки - с. Крутеньке - с. Червоний Яр |

## Склад ради
Рада складається з 16 депутатів та голови.

## Керівний склад сільської ради
| ПІБ                           | Основні відомості                                                         | Дата обрання | Дата звільнення |
| ----------------------------- | ------------------------------------------------------------------------- | ------------ | --------------- |
| Нечипоренко Наталя Михайлівна | Сільський голова, 1957 року народження, освіта, член Партії регіонів      | 26.03.2006   | 09.08.2008      |
| Терпеловська Віра Анатоліївна | Сільський голова, 1970 року народження, освіта                            | 30.11.2008   | 31.10.2010      |
| Терпеловська Віра Анатоліївна | Сільський голова, 1970 року народження, освіта вища, член Партії регіонів | 31.10.2010   |                 |

Примітка: таблиця складена за даними джерела